# Żadowe
Żadowe (ukr. Жадове) – wieś na Ukrainie, w obwodzie czernihowskim, w rejonie nowogrodzkim, w hromadzie Semeniwka. W 2001 liczyła 2034 mieszkańców.